# Wolfram Graf
Wolfram Graf (* 20. Dezember 1965 in Dornstetten) ist ein deutscher Komponist, Pianist und Organist.

## Leben
Graf begann seine Ausbildung mit einem Studium generale am Freien Hochschulkolleg Stuttgart. An den Musikhochschulen Karlsruhe und Saarbrücken studierte er Orgel bei Leo Krämer und Komposition bei Theo Brandmüller und an der Universität Bayreuth Musikwissenschaft, Religionswissenschaft und Ethnologie, wo er 2002 mit einer Dissertation über den holländischen Komponisten Leopold van der Pals promovierte.
Wolfram Graf lebt in Hof und ist verheiratet. Gemeinsam mit Helmut Bieler leitet er die Konzertreihe Zeit für Neue Musik in Bayreuth. An der Universität und der Hochschule für evangelische Kirchenmusik Bayreuth unterrichtet er Orgelspiel, Musiktheorie und Komposition.

## Werke

### Kompositionen
Graf komponiert Bühnenwerke, Filmmusik, Kammermusik, Kirchenmusik, Orchesterwerke, Werke für Tasteninstrumente und Vokalmusik. Eine Aufstellung der Schriften und Kompositionen befindet sich im 

### Schriften
- Johannes Graf – Komponist und Interpret an der großen Walcker-Orgel des Ulmer Münsters von 1889 bis 1923. Diplomarbeit, Hochschule für Musik Saar 1992.
- Grenzen – Worte und Zeichen. Bayreuth 1999.
- Schritt an der Schwelle. Libretto für eine Kammeroper, 2002.
- Leopold van der Pals – Komponieren für eine neue Kunst. Phil. Dissertation, Universität Bayreuth 2002. Verlag am Goetheanum, Dornach. ISBN 3-7235-1155-4.

## Diskographie (Auswahl)
- Wolfram Graf, Werke für Orgel und Trompete. Bella Musica.
- Wolfram Graf, Evolution, Lieder und Klavierwerke. Antes Edition, Bühl 1999.
- Wolfram Graf, Wege. Werke für Violine und Orgel. Audiotransit/Daimonion 2011.